# Nou Mestalla
Nou Mestalla je nogometni stadion koji je trenutno u izgradnji. Nalazi se u gradu Valencia, Španjolska, a namijenjen je nogometnom klubu Valencia. Radovi su započeli u kolovozu 2007., te je trebao biti dovršen u rujnu 2009. Stadion će imati kapacitet od 75.000 sjedećih mjesta. On će zamijeniti njihov trenutni stadion Estadio Mestalla. Arhitekti stadiona je privatna tvrtka ArupSport, a cijena izgradnje procjenjuje se između 250 i 300 milijuna eura. Stadion će izvana izgledati futuristički, obučen od aluminija i drva. 
Predloženi stadion se gradi na smetlištu bivše tvornice Benicalap, koji se nalazi oko 3 milje sjevero-zapadno od centra grada Valencije. On će biti jedan od najvećih stadiona u Europi.
Klub se 2009. godine trebao preseliti na novi stadion u sjevero-zapadnom djelu grada ali zbog financijski problema je cijeli projekt oko stadiona u fazi mirovanja. Stadion je skoro pa 2/3 gotov i treba još oko 160 Mil. € da se završi.
Kako sada stvari stoje, nastavak radova na veselje svih stanovnika Valencije se nastavlja u siječnju 2012. izjavio je predsjednik Valencije Manuel Llorente.

## Vanjske poveznice
http://www.futuromestalla.com/ - Službena stranica